# ENTRA
ENTRA est une entreprise de travail adapté (E.T.A.) basée en Belgique créée en 1968.
Elle est une des soixante E.T.A. en Région wallonne qui, comme toute entreprise en Wallonie, perçoivent des subventions dans le cadre de l'engagement d'une ou de plusieurs personnes handicapées. Ces subsides sont octroyés par l'Agence Wallonne pour l'Intégration des Personnes Handicapées (AWIPH). L’A.W.I.P.H. accorde aux E.T.A. seules une intervention dans la rémunération pour chaque travailleur pour lequel la décision d’intervention de l’A.W.I.P.H. conclut à la nécessité d’une mise au travail dans une E.T.A
ENTRA dispose de près de Modèle:Unité12500 sur la commune d'Heppignies, au nord de Charleroi, à proximité de l'Aéropôle et de l'aéroport de Charleroi Bruxelles-Sud. Fin 2013, un nouveau bâtiment logistique de 4500m² est inauguré à proximité de l'Aéroport.
Depuis 2003, ENTRA participe bénévolement à l'opération Cap 48 en transformant son Télésite en centre de dons (plus de 19 000 appels reçus en 4 heures). En 2012, vu l'augmentation des appels, ENTRA passe la main à son voisin N-ALLO, bénéficiant d'un nombre de postes plus nombreux pour accueillir la croissance de l'opération. L'encadrement et les bénévoles continuent à participer à l'action de solidarité de CAP 48.

## Sites
- Heppignies (Hainaut) : 
  - Activités : sont regroupées toutes les Directions Générales, les services et les activités principales (Contact Center, Encodage, Scanning, Insourcing, Service en Entreprise, Sous-traitance électrique, Repassage Titre-service, Blanchisserie, Électricité en bâtiment, Peinture en Bâtiment)

- Sint-Denijs-Westrem - Gand (Flandre Occidentale)
  - Activités : Contact Center

- Corroy-le-Château (Gembloux - Namur) et Parc Créalys
  - Activités : Repassage Titres-Services